# سانديانيس
بلدية سانديانيس (بالإسبانية: Sandianes) هي بلدية تقع في مقاطعة أورينسي التابعة لمنطقة غاليسيا شمال غرب إسبانيا.

## الديموغرافيا
بلغ عدد سكان بلدية سانديانيس 1.391 نسمة عام 2011 (وفقاً للمعهد الوطني للإحصاء الإسباني).
| 1.749 | 1.727 | 1.665 | 1.554 | 1.525 | 1.466 | 1.391 |